# Dibuixants sense fronteres
Dibuixants sense fronteres és una entitat sense ànim de lucre que aplega grafistes, dibuixants, ninotaires, caricaturistes i artistes gràfics en el desenvolupament de projectes artístics de cooperació internacional.

## Trajectòria
L'entitat fou fundada l'any 2011 i és presidida pel dibuixant Jaume Capdevila (Kap). Ha dut a terme diversos projectes de solidaritat com, per exemple, amb la Primavera àrab de Tunísia o el Tsunami del Japó, i ha participat en campanyes per la llibertat d'expressió en plataformes europees de dibuixants d'humor i caricaturistes.
L'any 2012 van publicar el llibre Enfoteu-vos-en! d'humor contra la crisi, en col·laboració amb Angle Editorial i Arrels Fundació. Hi van participar artistes com Fer, Ferreres, Batllori, Kap, Alfons López, Manel Fontdevila, Albert Monteys o Andreu Buenafuente.
L'entitat s'ha sumat a la plataforma Aturem BCN World, i ha participat en l'organització de la Setmana del Cómic de Tarragona. Després de l'atemptat terrorista contra la revista Charlie Hebdo l'any 2015, els membres de Dibuixants sense fronteres conjuntament amb Reporters Sense Fronteres es van encarregar de la traducció al castellà del número de Charlie Hebdo publicat després de l'atac.
Des de 2016 col·laboren amb el Festival Clam de Cinema Solidari. L'any 2018 publicà un llibre amb gairebé 50 dibuixants titulat 155 dibuixos contra el 155, en benefici de la caixa de solidaritat de l'ANC i Òmnium, amb vinyetes que denunciaven la repressió i la vulneració de drets durant l'aplicació de l'article 155. Hi van participar artistes com Eneko, Jan, Jap,  Fer, Ferreres, Batllori, Kap, Alfons López, Manel Fontdevila o Ferran Martín.